# In the Navy
In the Navy (en català A la Marina) és una cançó del grup estatunidenc de música disco Village People, enregistrada el 1978 i llençada el 1979. Va ser el darrer top 10 del grup als Estats Units.